# Валскот (Тренто)
Валскот је насеље у Италији у округу Тренто, региону Трентино-Јужни Тирол.
Према процени из 2011. у насељу је живело 20 становника. Насеље се налази на надморској висини од 1261 м.